# مدير تنفيذي للأعمال

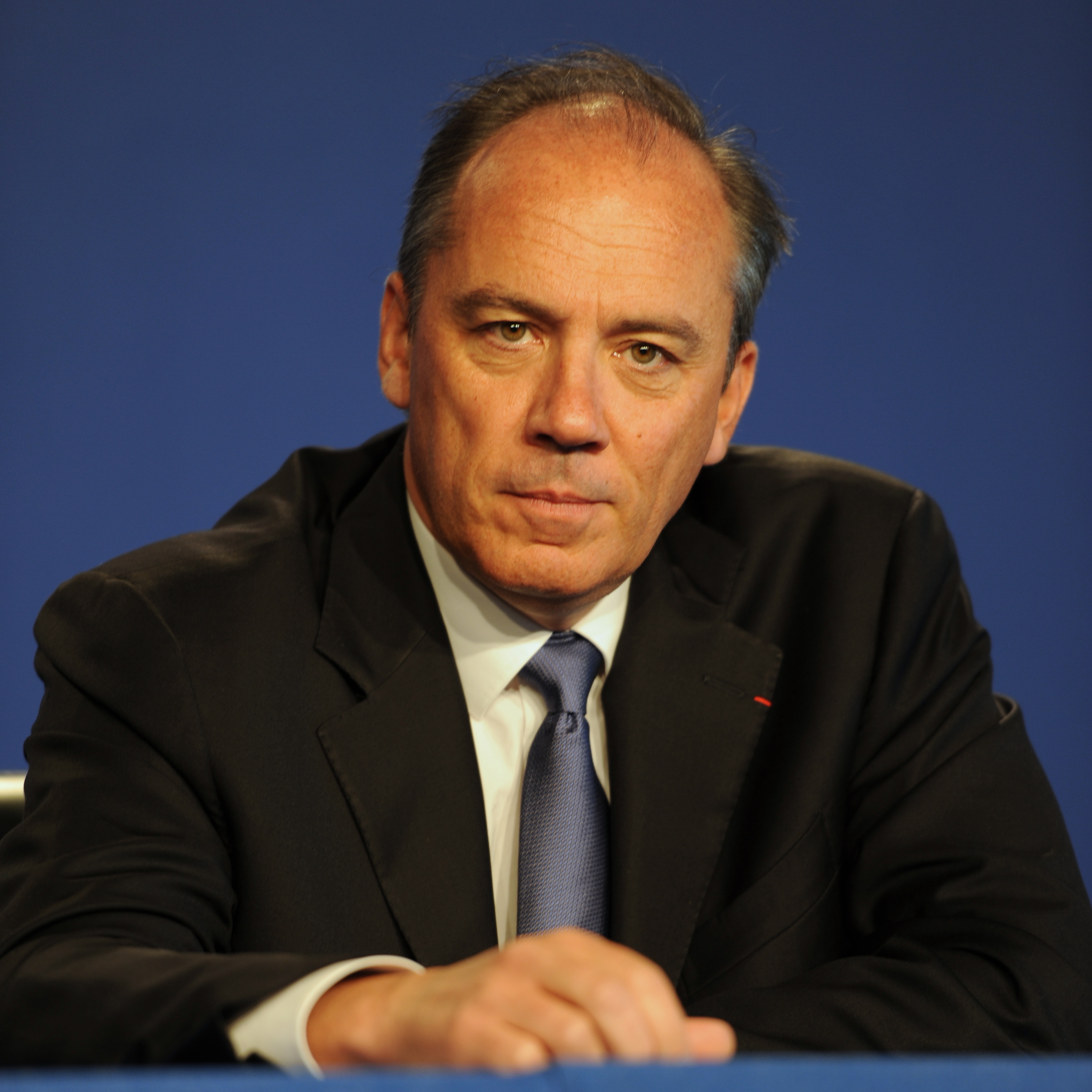

المدير التنفيذي للاعمال هو الشخص المسؤول عن إدارة مؤسسة، على الرغم من أن الطبيعة الدقيقة للدور تختلف باختلاف المنظمة.
المديرين التنفيذيين يديرون الشركات أو الوكالات الحكومية. يضعون خططًا لمساعدة مؤسساتهم على النمو. عادة ما يستغرق الحصول على منصب تنفيذي سنوات من الترقيات والعمل الجاد لأن مؤهلات هذا الدور تحتاج إلى أفراد يعملون بجد ولديهم سنوات من الخبرة في جوانب متعددة من العمل.

## المهن
يغطي تعريف مدير الأعمال العديد من المناصب. وتشمل هذه المناصب الرئيس التنفيذي، ومدير المتجر، ومشغل الأعمال الصغيرة. المسؤولون التنفيذيون هم المسؤولون عن منظمتهم. يقومون بإنشاء ومراجعة أهداف الشركة ويعملون بشكل وثيق مع فريق من كبار الموظفين أو المساعدين. قد يضع هذا الفريق خططًا طويلة وقصيرة المدى لتحقيق هذه الأهداف. بمجرد وضع الخطط، يتأكد المسؤولون التنفيذيون من أن الشركة تتبع التغييرات. يفعلون ذلك من خلال الاجتماع مع مديري جميع الأقسام والحصول على تقارير مرحلية. عادة ما يتم انتخاب المديرين التنفيذيين من قبل مالكي المنظمة والمساهمين ومجلس الإدارة. يشير المصطلح عادة إلى الشخص الذي يدير المنظمة أو أي شخص يشارك في دور الإدارة العليا لمؤسسة أو شركة، على عكس كونه مؤسس المنظمة أو مالكها أو مساهمها الأكبر.

## الواجبات
يشرف بعض المديرين التنفيذيين على المديرين العامين في مجالات مختلفة. في المؤسسات الكبيرة، قد يوجهون مجالًا واحدًا، مثل التسويق أو التمويل أو الخدمات القانونية. على سبيل المثال، في المجال المالي ، يمكن للمديرين التنفيذيين توجيه شراء أو بيع الأراضي أو الاستثمارات الأخرى. يمكنهم توظيف وتدريب موظفين جدد. قد يقومون بتوجيه الموظفين في المهام التي يجب القيام بها. قد يختارون أنظمة الكمبيوتر لتسجيل البيانات، مثل الميزانيات. عندما تظهر شكاوى، يجوز للمديرين التنفيذيين توجيه التحقيقات لحل ما حدث في الشركة أو بين الموظفين.
يتمثل جزء كبير من وظيفة المدير التنفيذي في تطوير العلاقات مع الأشخاص خارج المنظمة. قد يكون هؤلاء الأشخاص عملاء أو مساهمين. تتمثل إحدى طرق إنشاء المديرين التنفيذيين للعلاقات في إلقاء الخطب في المؤتمرات . هذه الأنشطة تعزز الشركة وقيداتها.
بالإضافة إلى ذلك، يشرف التنفيذيون على الميزانيات. يستخدمون الميزانيات لتحليل مدى جودة عمل المنظمة. يقدمون اقتراحات حول مكان خفض النفقات. قد يقترح المسؤولون التنفيذيون أيضًا أين يمكن إجراء التحسينات. يتفاوض التنفيذيون أيضًا على العقود مع الوكالات الخارجية.